# X Serpentis
X Serpentis, eller Nova Serpentis 1903, var en långsam nova som också är klassificerad som dvärgnova (NB+UG) belägen i stjärnbilden Ormen.
Stjärnan har nått fotografisk magnitud +8,9 i maximum och är annars av magnitud 18,3. Perioden för dvärgnovautbrotten är beräknad till 1478 dygn. Novautbrottet skedde 1903 och upptäcktes av den amerikanska astronomen Henrietta Swan Leavitt.